# ألبرخت الثالث كونت هابسبورغ
ألبرخت الثالث (توفي.10 فبراير 1199)؛ هو كونت هابسبورغ منذ 1167 حتى وفاته، بالإضافة إلى ذلك هو حاكم موري ولاندغراف في الألزاس.
بعد وفاة والده من الطاعون خلال تواجده إيطاليا في 1167، خلف ألبرخت في ألقابه، كان يدعى بـ ألبرخت الغني، وأيضا كان تابعاً لأسرة هوهنشتاوفن الإمبراطورية.
هو ابن فيرنر الثاني كونت هابسبورغ وإيتا من زتركبيرغ، منذ 1164 أصبح متزوجاً من إيتا من بفولندورف سليلة آل فلف من ناحية والدتها، أنجبت له ابن وابنة:-
- رودولف الثاني كونت هابسبورغ،[2] هو جد رودولف الأول ملك ألمانيا.
- إيتا، متزوجة من غراف لينينغن.